# Hejnice (Libereci járás)
Hejnice település Csehországban, Libereci járásban. Hejnice Kořenov, Josefův Důl, Bedřichov, Albrechtice v Jizerských horách, Raspenava, Lázně Libverda, Mníšek, Oldřichov v Hájích és Bílý Potok településekkel határos. Lakosainak száma 2792 fő (2024. január 1.).

## Népesség
A település lakosságának változását az alábbi diagram mutatja:
| Lakosok száma | 2497 | 3310 | 2966 | 2005 | 2549 | 2704 | 2724 | 2721 | 2680 | 2792 |
|               | 1869 | 1890 | 1921 | 1950 | 1980 | 2001 | 2017 | 2019 | 2022 | 2024 |